# Take It Off
Take It Off je píseň americké popové zpěvačky Keshy. Píseň pochází z jejího debutového alba Animal. Produkce se ujal producent Dr. Luke.

## Seznam Písní
- Digitální stažení

1. "Také It Off"  – 3:35

## Hitparáda
| Žebříček       | Příčka |
| -------------- | ------ |
| Kanada         | 8      |
| USA            | 8      |
| Austrálie      | 5      |
| Velká Británie | 15     |
| Nový Zéland    | 11     |
| Česko          | 6      |